# Jurij Grós
Jurij Grós (Wendischbaselitz, 1931. január 1. – Bautzen, 2019. december 28.) szorb származású keletnémet kommunista politikus, a Domowina első titkára (1964–1990).

## Életútja
1931. január 1-jén született egy wendischbaselitzi kőmunkás fiaként. A második világháború befejezése után 1945-ben ács szakmunkásnak tanult, melyet 1948-ban végzett el. 1948–49-ben tanárképző tanfolyamot végzett a radibori szorb tanítóképzőben és ekkor csatlakozott a Német Szocialista Egységpárthoz (NSZEP). 1953-ig tanárként dolgozott. 1954-ben csatlakozott a NSZEP pártapparátusához, kezdetben a kamenzi kerületi vezetésének az oktatója lett. 1954–55-ben a kamenzi Szabad Német Ifjúság (FDJ) körzet vezetőségének első titkáraként dolgozott.
1955-ben tagja lett Domowina Szövetségi Végrehajtó Tanácsának és a testület második titkárává választották. 1964 júniusában lett a Domowina első titkára. 1959 és 1971 között a Szabad Német Ifjúság Központi Tanácsának is a tagja volt. 1962 és 1967 között a Karl Marx Pártiskolán tanult levelező tagozaton és társadalomtudományi diplomát szerzett. 1973 márciusában a Domowina hivatalban lévő elnöke, Kurt Krjeńc bejelentette, hogy egészségügyi okokból lemond. Az elnöki tisztség megszűnt, így a már hivatalban lévő Grós mint első titkár vette át a szervezet irányítását. 1986 és 1990 között képviselő volt a Népi Kamarában (Wolkskammer).
1990 márciusában mondott le a Domowinában tisztségéről, de 1993-ban újra beválasztották a szövetség végrehajtó testületbe, amelynek 2005-ig tagja volt. 1994 és 1998 között a Demokratikus Szocializmus Pártja (PDS, a NSZEP utódpártja) Bautzen kerületi szervezetének elnöke volt és a PDS-t, később a Baloldali Pártot (Die Linke) képviselte a Bautzen Kerületi Tanácsban.

## Díjai, kitüntetései
- Ćišinski-díj (1978)

## Fordítás
- Ez a szócikk részben vagy egészben  a   Jurij Grós című német Wikipédia-szócikk ezen változatának fordításán alapul.  Az eredeti cikk szerkesztőit annak laptörténete sorolja fel. Ez a jelzés csupán a megfogalmazás eredetét és a szerzői jogokat jelzi, nem szolgál a cikkben szereplő információk forrásmegjelöléseként.
- Ez a szócikk részben vagy egészben  a   Jurij Grós című angol Wikipédia-szócikk ezen változatának fordításán alapul.  Az eredeti cikk szerkesztőit annak laptörténete sorolja fel. Ez a jelzés csupán a megfogalmazás eredetét és a szerzői jogokat jelzi, nem szolgál a cikkben szereplő információk forrásmegjelöléseként.